# 東鳴水
東鳴水（ひがしなるみず）は福岡県北九州市八幡西区の地名。東鳴水一丁目から五丁目の町がある。住居表示実施済み。郵便番号は806-0051。

## 地理
八幡西区の北部東側に位置し、北九州市の副都心黒崎から南におよそ1.3km程度に位置する。北に西神原町、東神原町、北東に南八千代町、東に紅梅、平尾町、大字藤田、南東に大字鳴水、南西に西鳴水、西に岸の浦、北西に岡田町と接する。

### 河川
- 二級河川 撥川

## 地域の特徴
河頭山の山裾にあり、西縁に沿って撥川が北流する。住宅地であり、南東部には河頭山の山林が広がる。一丁目に北九州市立鳴水小学校、二丁目に北九州市立鳴水市民センター、八幡鳴水郵便局、鳴水保育園、三丁目に市営東鳴水団地、四丁目に市営鳴水団地、五丁目に貴船神社、平等寺などがある。また四丁目と五丁目を中心に、ヒルズ古屋敷(1992年北九州市建築文化賞受賞)、ハーモニータウン黒崎-東鳴水、アーティックスタウン東鳴水といった分譲地が開発されている。
五丁目の貴船神社は鳴水地区の氏神で、古くから鳴水祇園山笠が夏祭りとして開催されており、期間中は東鳴水を中心に人形山笠が運行している。

## 歴史
古くは1603年(慶長7年)に黒田藩の大塚神屋が｢成水｣から｢鳴水｣に改称したところに始まる。1615～44年(元和･寛永年中)の｢非常之節御立退所御道筋絵図｣では、鳴水村が黒崎宿災害時の避難先として記されている。三丁目、四丁目は旧鳴水村の中心部にあたる。現在の東鳴水は1934年（昭和9年）頃に行われた鳴水地区区画整理、神原区画整理により整備された地域。空襲で消失した神原国民学校（神原黒糖小学校）は市立八幡商業学校（東筑高等学校に併合）・市立高等女学校（八幡中央高等学校に併合）開校の地であり、跡地には1948年（昭和23年）黒崎中学校が建設され、1952年（昭和27年）北九州市立鳴水小学校に転用された。一丁目にはかつて鳴水市場が存在したが、現在は解体されている。五丁目の北端にはかつて安川池があったが、埋め立てられて上記のアーティックスタウン東鳴水となっている。

### 沿革
- 1878年（明治11年）11月1日 - 郡区町村編制法の福岡県での施行により、行政区画としての遠賀郡が発足。鳴水村が遠賀郡鳴水村となる。
- 1889年（明治22年）4月1日 - 町村制施行により、前田村、藤田村、熊手村、鳴水村の4村が合併し、黒崎村が発足。鳴水村は黒崎村大字鳴水となる。
- 1897年（明治30年） - 黒崎村が町制施行し、黒崎町が発足。黒崎村大字鳴水は黒崎町大字鳴水となる。
- 1926年（大正15年）11月2日 - 黒崎町が八幡市に編入。黒崎町大字鳴水は八幡市大字鳴水となる。

- 1938年（昭和13年） - 八幡市大字鳴水の一部より八幡市鳴水町新設[10]。
- 1943年（昭和18年） - 大字藤田，大字鳴水の一部が鳴水町に編入[10]。
- 1960年（昭和35年） - 大字熊手，大字鳴水の一部が鳴水町に編入[10]。
- 1963年（昭和38年）2月1日 - 八幡市、戸畑市、小倉市、若松市、門司市の5市が合併し、北九州市が発足。八幡区、戸畑区、小倉区、若松区、門司区の5区を設置し、八幡市鳴水町は北九州市八幡区鳴水町となる。
- 1968年（昭和43年）6月1日 - 北九州市八幡区鳴水町から北九州市八幡区東鳴水一丁目 - 五丁目および西鳴水一丁目 - 二丁目新設。鳴水町は消滅。(現在の鳴水町とは異なる)[11]
- 1974年（昭和49年）4月1日 - 八幡区が八幡西区と八幡東区に分かれ、北九州市八幡区東鳴水一丁目 - 五丁目は北九州市八幡西区東鳴水一丁目 - 五丁目となる[12]。
- 1983年（昭和58年）6月1日 - 大字鳴水の一部が東鳴水五丁目に編入[13]。

### 町名の変遷
| 実施内容          | 実施年月日               | 実施後       | 実施前                           |
| ----------------- | ------------------------ | ------------ | -------------------------------- |
| 町名新設 住居表示 | 1968年（昭和43年）6月1日 | 東鳴水一丁目 | 鳴水町，神原町，八千代町の各一部 |
| 町名新設 住居表示 | 1968年（昭和43年）6月1日 | 東鳴水二丁目 | 鳴水町，神原町の各一部           |
| 町名新設 住居表示 | 1968年（昭和43年）6月1日 | 東鳴水三丁目 | 鳴水町，大字鳴水の各一部         |
| 町名新設 住居表示 | 1968年（昭和43年）6月1日 | 東鳴水四丁目 | 鳴水町の一部                     |
| 町名新設 住居表示 | 1968年（昭和43年）6月1日 | 東鳴水五丁目 | 鳴水町，大字鳴水の各一部         |

## 世帯数と人口
2025年（令和7年）3月31日現在（北九州市発表）の世帯数と人口は以下の通りである。
| 町           | 世帯数    | 人口    |
| ------------ | --------- | ------- |
| 東鳴水一丁目 | 238世帯   | 504人   |
| 東鳴水二丁目 | 446世帯   | 859人   |
| 東鳴水三丁目 | 230世帯   | 384人   |
| 東鳴水四丁目 | 258世帯   | 514人   |
| 東鳴水五丁目 | 224世帯   | 552人   |
| 計           | 1,396世帯 | 2,813人 |

### 人口の変遷
国勢調査による人口の推移。
| 1995年（平成7年）  | 3,034人 | [ 15 ] |  |
| 2000年（平成12年） | 2,780人 | [ 16 ] |  |
| 2005年（平成17年） | 2,727人 | [ 17 ] |  |
| 2010年（平成22年） | 2,590人 | [ 18 ] |  |
| 2015年（平成27年） | 2,685人 | [ 19 ] |  |
| 2020年（令和2年）  | 2,648人 | [ 20 ] |  |

### 世帯数の変遷
国勢調査による世帯数の推移。
| 1995年（平成7年）  | 1,245世帯 | [ 15 ] |  |
| 2000年（平成12年） | 1,205世帯 | [ 16 ] |  |
| 2005年（平成17年） | 1,184世帯 | [ 17 ] |  |
| 2010年（平成22年） | 1,161世帯 | [ 18 ] |  |
| 2015年（平成27年） | 1,251世帯 | [ 19 ] |  |
| 2020年（令和2年）  | 1,171世帯 | [ 20 ] |  |

## 学区
市立小・中学校に通う場合、学区は以下の通りとなる。
| 町           | 街区     | 小学校               | 中学校               |
| ------------ | -------- | -------------------- | -------------------- |
| 東鳴水一丁目 | 全域     | 北九州市立鳴水小学校 | 北九州市立黒崎中学校 |
| 東鳴水二丁目 | 全域     | 北九州市立鳴水小学校 | 北九州市立黒崎中学校 |
| 東鳴水四丁目 | 1 - 3番  | 北九州市立鳴水小学校 | 北九州市立黒崎中学校 |
| 東鳴水五丁目 | 1番      | 北九州市立鳴水小学校 | 北九州市立黒崎中学校 |
| 東鳴水三丁目 | 全域     | 北九州市立黒畑小学校 | 北九州市立黒崎中学校 |
| 東鳴水四丁目 | 4 - 15番 | 北九州市立黒畑小学校 | 北九州市立黒崎中学校 |
| 東鳴水五丁目 | 2 - 7番  | 北九州市立黒畑小学校 | 北九州市立黒崎中学校 |

## 交通

### 鉄道
- JR黒崎駅

### バス
域内のバス停と系統は以下のとおりである。
| 運行事業者 | 運行事業者   | 西鉄バス北九州 |
| 系統       | 系統         | 73             |
| 停留所     | 鳴水         | ○              |
| 停留所     | 東鳴水三丁目 | ○              |

### 道路
- 東鳴水1号線
- 藤田西鳴水1号線
- 西神原東鳴水1号線
- 西鳴水東鳴水1号線
- 岸の浦4号線
- 西鳴水1号線
- 紅梅幸神1号線
- 西海道太宰府路

## 施設

### 公共施設
- 北九州市立鳴水市民センター

### 教育施設
- 北九州市立鳴水小学校

### 金融機関
- 八幡鳴水郵便局

### 社会福祉施設
- 鳴水保育園
- 岩田年長者いこいの家

### 公営住宅
- 市営鳴水団地
- 市営東鳴水団地

### 寺社
- 貴船神社
- 平等寺

### 公園
- 岩田公園
- 鳴水公園
- 東鳴水四丁目公園
- 東鳴水五丁目公園